# Жестель
Жесте́ль (фр. Gestel) — муніципалітет у Франції, у регіоні Бретань, департамент Морбіан. Населення — 2592 особи (01.01.2021).
Муніципалітет розташований на відстані близько 450 км на захід від Парижа, 140 км на захід від Ренна, 55 км на захід від Ванна.

## Демографія
Динаміка населення (INSEE ):

## Економіка
2010 року серед 1714 осіб працездатного віку (15—64 років) 1191 була активною, 523 — неактивними (показник активності 69,5%, у 1999 році було 70,1%). З 1191 активної мешканців працювало 1106 осіб (566 чоловіків та 540 жінок), безробітними було 85 (49 чоловіків та 36 жінок). Серед 523 неактивних 185 осіб було учнями чи студентами, 219 — пенсіонерами, 119 були неактивними з інших причин.